# Гросхёхштеттен
Гросхёхштеттен (нем. Grosshöchstetten) — коммуна в Швейцарии, в кантоне Берн.
Входит в состав округа Конольфинген. Население составляет 3092 человека (на 31 декабря 2006 года). Официальный код — 0608.

## Города-побратимы
- Жировнице (Чехия)